# Агарды
Агарды (баш. Ағарҙы) — село в Благоварском районе Республики Башкортостан Российской Федерации. Входит в состав Тановского сельсовета.

## География

### Географическое положение
Расстояние до:
- районного центра (Языково): 18 км,
- центра сельсовета (Тан): 5 км,
- ближайшей ж/д станции (Благовар): 33 км.

## Население
| 2002 | 2009 | 2010 |
| ---- | ---- | ---- |
| 248  | ↗255 | ↘221 |

Согласно переписи 2002 года, преобладающая национальность — башкиры (92 %).

## Религия
В селе есть мечеть.